# Cacia ribbei
Cacia ribbei là một loài bọ cánh cứng trong họ Cerambycidae.